# Хеспериди
Хесперидите в древногръцката митология са група нимфи, представяни като дъщери на титана Атлас и нимфата Хесперида (или Хеспера; същата е описвана и като дъщеря на бог Хеспер, а той, от своя страна, и като баща на Хесперидите - от богинята на нощта Никта), както и като сродни на горгоните и граите - деца на морското божество Форкис и сестра му Кето. По заръка на Хера, те се грижат за нейната вълшебна градина, в която са засадени т.нар. златните ябълки, чиято фиданка е подарена на богинята от Гея, по случай сватбата й със Зевс. Тези златни ябълки фигурират в редица митове (за ябълката на раздора, за състезанието между Меланион и Аталанта). Изобразявани са пеещи и танцуващи и с отнесен и меланхоличен израз на лицата.

## Брой и имена на Хесперидите
Точният брой на тези нимфи не е уточнен - най-често в легендите за тях се твърди, че са 3, но понякога и че са  4 или 7. Имена, с които са известни, са:
- Хеспера, Хесперия, Хесперуза - непосредствено свързани с общото им име (идващо от думата за залез).
- Аретуза,  Егла, Еритея - вероятно оригиналните или близки до тях.
- Хестия - гръцкото име на богинята от римската митология Веста.
- Астеропа (среща се и като Стеропа) - свързващо ги със звездното небе.
- ред имена ги свързват с разни митологически персонажи и категории, създавайки впечатлението, че са голямо сестринство от разнородни нимфи (дори до 70), обединени около култове към здрача и вятъра, но също така има и податки, че оригиналният им брой не е бил повече от 2-5. Примери в това отношение са имената Мая и Тайгета.

## Градината на Хесперидите
Хесперидите живеят в областта, наричана Крайният Запад. Там е разположена и митичната свещена градина на Хера. Отначало тя е пазена и стопанисвана от Атлас (докато той не е вкаменен от Персей, посредством главата на горгоната Медуза), а след това - от Хесперидите (или по-скоро от техните жрици, дъщери на местен почитател на божеството на Атласките планини, който също приема името Атлас, в съгласие със своя култ и вероятно е човекът, който отговаря за поддържането на ритуала, "осигуряващ" безопасността на властта на Зевс над света, като пречи на Уран да обладае отново Гея). Тях самите ги наглежда (техният брат и първо великан и речно божество) стоглав дракон - Ладон (включително и да не ядат от ябълките, което Атлас навремето си си е позволявал, дори обсебвайки ги съвсем). Това изглежда не е огнедишащият звяр, ползван преди за охрана от Атлас.
Когато младите жени са отвлечени от банда пирати, пратени с тази цел от някакъв египетски велможа на име Бусарид (може би близък до Бусирис, един почитател на Озирис, с когото героят Херкулес има приблизително по това време неприятности), последният ги спасява и ги връща на баща им. Да влезе в контакт с Хесперидите и да намери градината им е част от новата му мисия - 11-ият поред от неговите прочути 12 подвизи, в полза на Евристей, владетел на Тиринт и Микена, чийто роб Херакъл временно е по волята на Хера и той още не го е освободил. Главната част от задачата му е да вземе някак част от скъпоценните плодове и да му ги донесе. Според една от версиите на мита, от благодарност за избавлението си Хесперидите сами подаряват на героя златни ябълки, а според други негови варианти, той ги взема по-скоро насила от градината, при това убивайки Ладон, или те са му донесени от Атлас, когото през това време отменя в удържането на небето далеч от Земята. След отнасянето им в Гърция, ябълките попадат у Атина (или у Афродита), но тя ги връща на Хера.

## Хесперидите и аргонавтите
В поемата "Аргонавтика" на Аполоний Родоски се разказва, какво се случва в Градината на Хесперидите, след напускането й от Херакъл и са предадени и някои обстоятелства около придобиването от него на златните ябълки. Според тази версия, аргонавтите на връщане към Гърция се отклоняват към земите, станали известни по-късно като Италия, за да се срещнат водачите им Язон и Медея, с нейната леля - вещицата Кирка (Цирцея). Те акостират на африканското крайбрежие и известно време влачат кораба си през пустинна пясъчна местност, докато не стигат до оазис, край който тече извор. Оказва се, че този извор го е създал самият Херкулес, ритайки една скала, от яд че от толкова време се мъчи от жажда. Хесперидите са му благодарни за придобивката, но също така и дълбоко отчаяни от грозната му постъпка да убие любимото им чудовище (Ладон - застрелян със стрела и отровен с кръвта/отровата на Лернейската хидра - вече е почти издъхнал, а от посипаната му наоколо кръв израстват драконови дървета) и да им грабне прекрасните ябълки.

Също там се споменават и магическите способности на Хесперидите. Под въздействието на бруталното държание на героя, те окончателно се паникьосват при появата на още и то многобройни хора и поради това се превръщат в прах. После, одързостени от приветливото отношение на аргонавтите, придобиват вид на дървета, а след това - отново на девойки.